# 村山邦彦
村山 邦彦（むらやま くにひこ、1852年3月7日（嘉永5年2月17日） - 1917年（大正6年）6月11日）は、大日本帝国陸軍軍人。最終階級は陸軍少将。位階勲等功級は従四位勲二等功三級。

## 経歴
士族・村山嘉内の長男としてのちの広島県に生まれる。1873年（明治6年）陸軍戸山学校に入学し、1877年（明治10年）6月、陸軍歩兵少尉に任官する。軍務局歩兵課長を経て、1899年（明治32年）8月、大佐に進級と同時に歩兵第33連隊長に補され、台湾陸軍補給廠長、総務局庶務課長兼機密課長、陸軍省高級副官を経て、1904年（明治37年）9月、陸軍少将に進級と同時に歩兵第21旅団長に任官。日露戦争に出征し、大石橋の戦いを敢行。奉天会戦でも軍功を挙げた。戦後は1909年（明治42年）9月に休職し、翌年2月、後備役編入となった。